# Asa (imię)
Asa – imię męskie o niepewnym znaczeniu. Według jednej z hipotez jest skróceniem hebrajskiego słowa asael, znaczącego „stworzył Bóg”.
Imię to nosiły dwie postacie w Starym Testamencie:
- Asa – król Judy w latach ok. 908–867 p.n.e.
- Asa syn Elkany, ojciec lewity Berekiasza, wspomniany w Pierwszej Księdze Kronik.